# Ruizodendron
Ruizodendron é um género botânico pertencente à família Annonaceae.
1. ↑  «Ruizodendron — World Flora Online». www.worldfloraonline.org. Consultado em 19 de agosto de 2020